# Gran Premi Lucien Van Impe femenina
El Gran Premi Lucien Van Impe femenina o Grote Prijs Lucien Van Impe és una cursa femenina de ciclisme d'un dia que es celebra a Bèlgica des de l'any 2023. Està integrada dins el calendari femení de l'UCI com a cursa 1.2. des de l'any 2024. Es disputa anualment amb sortida de Erpe-Mere i arribada a Aalst. La primera vencedora fou la belga Katrijn De Clercq.

## Palmarès
| Any  | Vencedor          | Segon                | Tercer            |
| ---- | ----------------- | -------------------- | ----------------- |
| 2023 | Katrijn De Clercq | Anna van Wersch      | Caoimhe O'Brien   |
| 2024 | Evy Kuijpers      | Anastassia Kalessava | Sofie van Rooijen |
| 2025 |                   |                      |                   |